# Clathria cleistochela
Clathria cleistochela är en svampdjursart som först beskrevs av Topsent 1925.  Clathria cleistochela ingår i släktet Clathria och familjen Microcionidae.
Artens utbredningsområde är Italien. Inga underarter finns listade i Catalogue of Life.